# Arvicanthis abyssinicus
Arvicanthis abyssinicus — вид гризунів родини мишевих (Muridae). Зустрічається в Ефіопії. Його природними середовищами існування є субтропічні або тропічні високогірні луки, орні землі та пасовища.